# نظام حزب اقتدارگرا
نظام حزب حاکم (انگلیسی: Dominant-party system) یا نظام حاکم یک-حزبی یک نظامی سیاسی ست که «یک دسته مشخص(نوع) از سازمان‌های سیاسی/حزبی که به صورت پیاپی در انتخابات پیروز شده‌اند و انتظار شکست ایشان در آینده نمی‌رود یا برای آینده قابل پیش‌بینی غیر محتمل است.» طیف گسترده‌ای از احزاب در زمان‌های مختلف به عنوان حاکم مطرح شده‌اند، شامل کومینتانگ در جمهوری چین (تایوان)، کنگره ملی آفریقا (ANC) در آفریقای جنوبی، حزب لیبرال دموکرات در ژاپن و مجمع آوامی بنگلادش در بنگلادش.